# Christian Ziegra
Christian Ziegra (26. února 1719, Hamburk – 22. leden 1778, Hamburk) byl luterský teolog a historik.

## Životopis
Byl synem pastora působícího v hamburském kostele svatého Jakuba. Navštěvoval Johanneum v Hamburku a od roku 1739 tamní akademické gymnázium. Od roku 1741 studoval teologii na lipské univerzitě a studium zakončil v roce 1743 magisterským titulem z filozofie.
Vrátil se do Hamburku, kde 5. listopadu 1745 složil složil kandidátské zkoušky z teologie a v období 1749 až 1756 pracoval jako adjunkt u Nicolause Alarduse. Po roce 1761 byl canonicus minor v hamburském dómu.
Zabýval se dějinami Hamburku. Mimo jiné publikoval biografie významných Haburčanů pod titulem Hamburger Ehrentempel (1770).
V období 1758 až 1778 vydával časopisy Hamburgische Nachrichten aus dem Kreise der Gelehrsamkeit a Freiwillige Beiträge zu den Hamburgischen Nachrichten aus dem Kreise der Gelehrsamkeit, kde publikoval Johann Melchior Goeze články proti Lessingovi.
Christian Ziegra se nikdy neoženil.